# Petrovice (Malé Svatoňovice)
Petrovice je malá vesnice, část obce Malé Svatoňovice v okrese Trutnov. Nachází se asi 1,5 km na východ od Malých Svatoňovic. V roce 2009 zde bylo evidováno 41 adres. V roce 2001 zde trvale žilo 77 obyvatel.
Petrovice leží v katastrálním území Petrovice u Strážkovic o rozloze 1,16 km2.

## Historie
První písemná zmínka o obci pochází z roku 1654.

## Pamětihodnosti
- Kaplička sv. Tří králů